# 1660 w literaturze
Wydarzenia literackie w 1660 roku.

## Wydarzenia
- 1 stycznia Samuel Pepys rozpoczyna pisanie swojego Dziennika

## Nowe książki
- polskie
- zagraniczne
  - Francisco Manuel de Melo, Epanáphoras de varia historia portuguesa
  - John Milton, The Ready and Easy Way to Establish a Free Commonwealth

## Urodzili się
- Daniel Defoe, angielski powieściopisarz

## Zmarli
- Paul Scarron, francuski poeta